# Reinhard Krebs

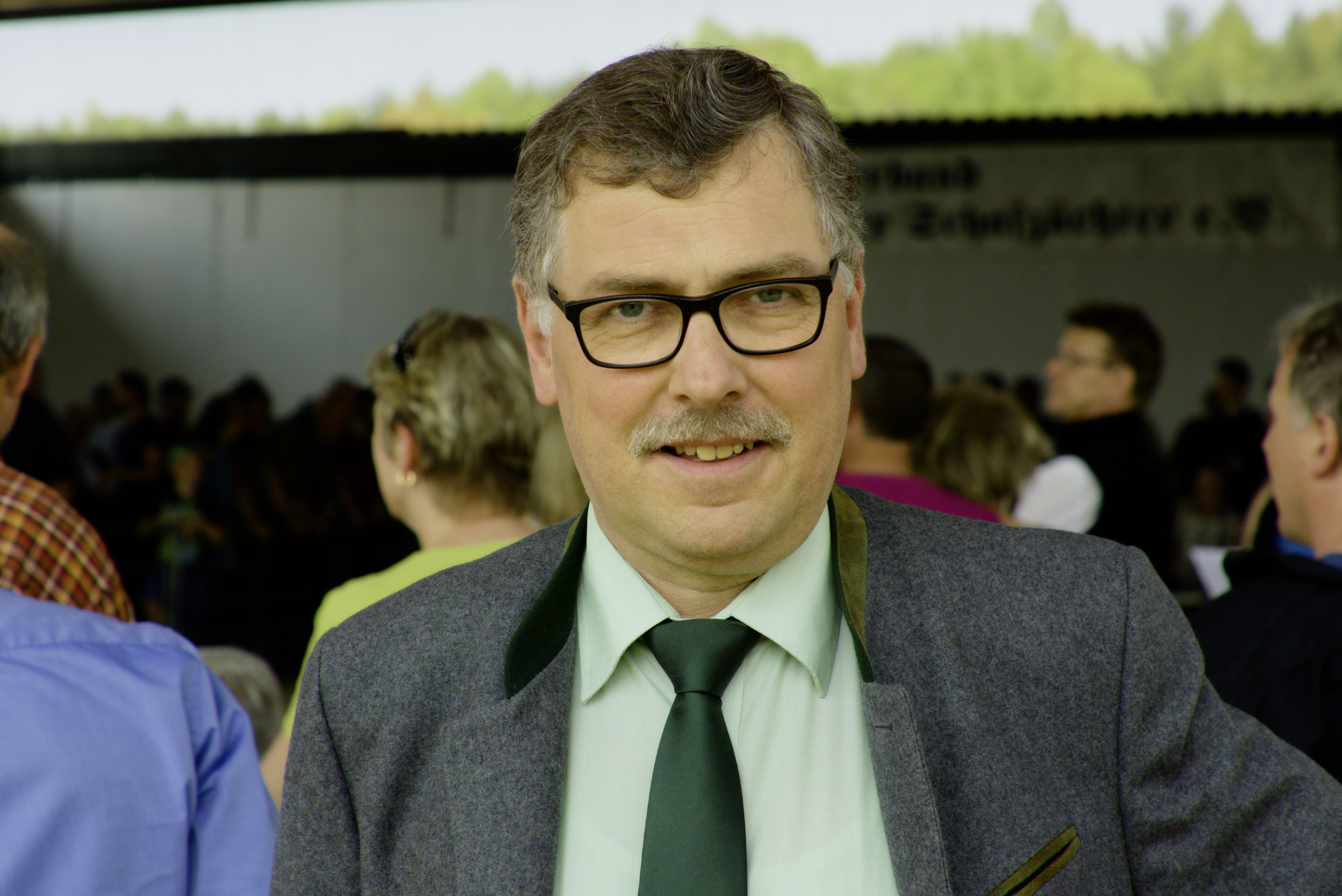
Reinhard Krebs beim „Tag der Thüringer Landschafzüchter“ 2018 in Dermbach

Reinhard Krebs (* 10. Februar 1959 in Weimar) ist ein deutscher Politiker der CDU und war von 2006 bis 2024 Landrat des Wartburgkreises in Thüringen.

## Leben
Nach dem Schulabschluss 1975 in Weimar erlernte Krebs den Beruf des Agrotechnikers mit Abitur in Gotha-Sundhausen.
Von 1980 bis 1985 studierte Krebs Agrarwissenschaften an der Martin-Luther-Universität Halle-Wittenberg und schloss als Diplom-Agrar-Ingenieur ab.
Nach beruflichen Stationen in der landwirtschaftlichen Beratung in Südthüringen und Verantwortung im landwirtschaftlichen Versuchswesen für Thüringen absolvierte er ein Referendariat in Hessen, welches er erfolgreich als Assessor der Agrarverwaltung 1994 abschloss.
Reinhard Krebs ist verheiratet, hat zwei Kinder und lebt in Eisenach-Stedtfeld.

## Karriere
Krebs war von 1996 bis 2006 Leiter des Landwirtschaftsamtes in Eisenach, in dieser Funktion war er an der Umstrukturierung der Landwirtschaft im Wartburgkreis mitbeteiligt.
Bei den Kommunalwahlen in Thüringen 2006 kandidierte der damals parteilose Krebs als Landratskandidat im Wartburgkreis für die CDU. Mit 56,4 % der abgegebenen gültigen Stimmen wurde er in der Stichwahl zum Landrat des Wartburgkreises gewählt.
2009 wurde Krebs Mitglied der CDU.
Bei der Kommunalwahl am 22. April 2012 bekam er 25.535 Wählerstimmen (entspricht 56,4 Prozent) und wurde somit im Amt bestätigt. 2018 erhielt er 27.833 Stimmen (71,3 %).